# 八菅山いこいの森
八菅山いこいの森（はすげさんいこいのもり）は神奈川県愛甲郡愛川町八菅山にある公園。

## 概要
中津川の西側に位置する八菅山いこいの森は、自然環境に恵まれた森林を保全し、自然とふれあえるよう開設されたもので、由緒ある八菅神社や、樹齢300年とも言われる老杉、アカマツなどの樹木や他の植物も多く、野鳥のさえずりを聞くことも出来る。225mの八菅山の頂上付近には展望台があり、愛川町のみならず天候にもよるが東京・横浜、三浦半島まで十分に見渡せる雄大なパノラマの景観が魅力。愛川町新町発足30周年を記念して整備されたもので、約30種類のアスレチックのあるハイキングコースはややハードながら散策に適していて、かながわの公園50選にも選定されている。

## 施設・設備
- ターザン・ロープ
- 芝生広場
- あおぞら館（写真館）
- カエデの小怪
- やすらぎの広場
- アスレチック
- 八菅神社
- 展望台
- お花見広場
- 吊橋
- 散策路
- トンボの池
- カエルの池
- 岩のステージ
- 樹齢300年ほどの老杉
- 休憩所
- 四阿
- トイレ

## 所在地
- 〒243-0305 神奈川県愛甲郡愛川町八菅山字散田地内

## アクセス
車の場合 - 中津川の八菅橋のすぐ近くから入る。
- 駐車場 有り、無料 - 八菅神社入口脇、いこいの森の駐車場の2ヶ所

いこいの森駐車場 - 午前9時～午後5時、11月1日〜1月31日の間は午後4時30分で閉鎖。
青空博物館駐車場は、12月29日〜1月3日の間は閉鎖（時間に関わらず、荒天等により閉鎖する場合がある。）
- 小田急本厚木駅から神奈川中央交通バス(厚59 厚60 厚64 厚66 厚96)に乗車「一本松」で下車し、徒歩約20分。
- 小田急・JR東日本・相鉄 海老名駅から神奈川中央交通バス 海09系統に乗車「一本松」で下車し、徒歩約20分。

## 周辺/園内の見所
- 古民家山十邸
- 三増峠古戦場
- 半原温泉
- 神奈川県立あいかわ公園
- 尾山耕地
- 八菅神社